# Сільвен Кастендек
Сільвен Кастендек (фр. Sylvain Kastendeuch, нар. 31 серпня 1963, Еанж) — французький футболіст, що грав на позиції захисника. Найбільш відомий за виступами у складі клубу «Мец», у якому зіграв близько 500 матчів, а також у складі національної збірної Франції. Є одним із рекордсменів за кількістю проведених матчів у Лізі 1 — 577 матчів. Дворазовий володар Кубка Франції. Дворазовий володар Кубка французької ліги. У 2013 році нагороджений Орденом Почесного легіону.

## Клубна кар'єра
У дорослому футболі Сільвен Кастендек дебютував 1982 року виступами у складі команді «Мец», в якій не відразу здобув місце в основному складі, хоча в 1984 році разом з командою здобув титул володаря Кубка Франції. У 1984 році керівництво клубу віддало футболіста в річну оренду до друголігового клубу «Ред Стар». Після повернення до «Меца» Кастендек став гравцем основного складу, і в 1986 році став у складі команди володарем Кубка французької ліги, а в 1988 році вдруге став разом із командою володарем Кубка Франції.
У 1990 році футболіст перейшов до клубу «Сент-Етьєн», у якому також став гравцем основного складу. З 1993 до 1994 року Кастендек грав у складі «Тулуза».
У 1994 році футболіст повернувся до клубу «Мец», за який грав до 2001 року. Цього разу в складі «Меца» також був основним гравцем захисту команди. У 1996 році Кастендек вдруге став володарем Кубка французької ліги. У 2001 році в складі команди «Мец» завершив виступи на футбольних полях.

## Виступи за збірну
У 1987 році Сільвен Кастендек дебютував у складі національної збірної Франції. У складі збірної грав до 1989 року, зіграв у її складі 9 матчів, у яких забитими м'ячами не відзначився.

## Нагороди
- Орден Почесного легіону (12 липня 2013 року)[1]

## Титули і досягнення
- Володар Кубка Франції (2):

«Мец»: 1983–1984, 1987–1988
- Володар Кубка французької ліги (2):

«Мец»: 1985—1986, 1995–1996